# Serra de la Creu (Coll de Nargó)
La Serra de la Creu és una serra situada al municipi de Coll de Nargó a la comarca de l'Alt Urgell, amb una elevació màxima de 1.087 metres.